# Forschungsinstitut für Körperkultur und Sport

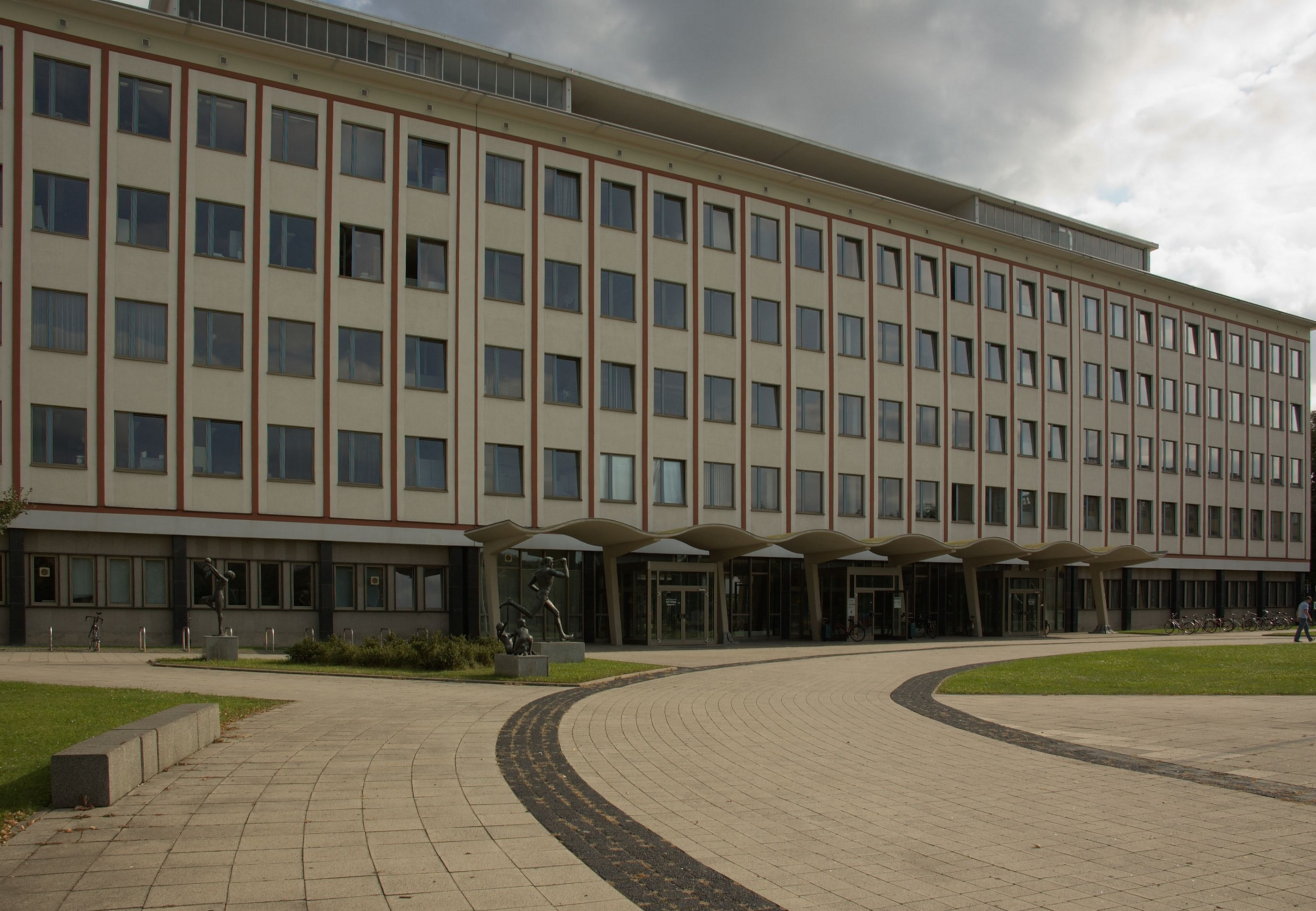
Gebäude des ehemaligen FKS (rechter Bereich), 2007

 Das Forschungsinstitut für Körperkultur und Sport (FKS) war eine wissenschaftliche Einrichtung der Leistungssportforschung der DDR im Bereich der Deutschen Hochschule für Körperkultur in Leipzig.
Das Institut war federführend für die sportwissenschaftliche Forschung im Bereich Biomechanik, Sportmedizin, Leistungsdiagnostik und -prognose, sportliche Betätigung in Höhenlagen, Technikanalyse und -innovation, Untersuchungs- und Messtechnik, Entwicklung von Sportgeräten und ebenso für die Dopingforschung im Rahmen des staatlichen Zwangsdopingsystems, die Mitte der 1970er-Jahre begann.

## Geschichte
Vorläufer war die am 1. September 1956 an der Deutschen Hochschule für Körperkultur (DHfK) eingerichtete Forschungsstelle (FST), deren erster Direktor Gerhard Hochmuth war. Die Grundlage für den Aufbau der sportwissenschaftlichen Forschung am FST bildeten Erkenntnisse der sowjetischen Sportwissenschaft. Zur effektiveren Erfüllung der leistungssportlichen Ziele der DDR wurde das FKS im April 1969 durch Vereinigung der Forschungsstelle und zwei Drittel des Personals des Instituts für Sportmedizin der Deutschen Hochschule für Körperkultur in Leipzig gegründet, während ein Drittel des Sportmedizinpersonals zwecks Lehre und Forschung an der DHfK verblieb. Das FKS war das einzige Institut für die Leistungssportforschung in der DDR, es wurde dem Staatlichen Komitee für Körperkultur und Sport unterstellt. 1989 arbeiteten am FKS 414 Sportwissenschaftler sowie 186 zusätzliche Beschäftigte. Nach Einschätzung von Horst Röder (ehemaliger Professor an der DHfK) leistete das FKS einen „bedeutenden Beitrag zur Entwicklung der Sportwissenschaft, des Leistungssports und des Sports in der DDR.“ Frank Reichelt urteilte in seiner Arbeit „Das System des Leistungssports in der DDR - Darstellung der Struktur und des Aufbaus anhand ausgewählter Beispiele“, das FKS habe in der DDR „die konzentrierteste Forschung für den Spitzensport“ durchgeführt.

## Aufgaben, Struktur und Arbeitsweise
Die Aufgabenstellung basierte primär auf dem Leistungssportbeschluss des DTSB vom 22. April 1969: „Die weitere Entwicklung des Leistungssports bis zu den Olympischen Spielen 1972“. Danach war die Forschung auf die Sportarten Boxen, Eisschnelllauf, Gewichtheben, Leichtathletik, Ringen, Rudern, Schlittensport, Schwimmen, Skisprung, Skilanglauf, Turnen, Volleyball zu konzentrieren. Anfänglich gliederte sich das FKS gemäß Frank Reichelt in die Forschungsbereiche „Entwicklung der sozialistischen Erziehung“, „Kinder- und Jugendsport“, „Ausdauersportarten“, „Schnellkraftsportarten“ und „Sportspiele“. Für jede Sportart innerhalb des jeweiligen Forschungsbereiches wurde eine Forschungsgruppe eingerichtet, wobei die Arbeit in einzelnen Disziplinen wie dem Schlittensport hauptsächlich von Vertretern der Sportverbände in Zusammenarbeit mit FKS-Mitarbeitern betreut wurde. 1973 wurde die Nachwuchsforschung vom FKS an die DHfK verlagert, auch die Forschung im Bereich Spielsport übernahm die Hochschule. Im Rahmen einer Gliederungsänderung wurden die Forschungsbereiche in „Gesellschaftswissenschaften“, „Entwicklung und Technik“, „Neuro- und Muskelphysiologie (später Leistungsphysiologie) und Biochemie“, „Biomechanik“ aufgeteilt sowie bei den Sportarten in „technisch-akrobatische Sportarten“ (Turnen, Wasserspringen, Eiskunstlauf), „Ausdauersportarten“ (Laufen/Gehen in der Leichtathletik, Radsport, Schwimmen, Skilanglauf), „Schnellkraftsportarten“ (Sprint, Sprung, Wurf und Stoß in der Leichtathletik, Gewichtheben, Skisprung), „Zweikampfsportarten“ (Boxen, Fechten, Judo, Ringen).
Nach Angaben von Hans Schuster (von 1969 bis 1990 Direktor des FKS) wurden rund zwei Drittel der seinerzeit circa 200 Disziplinen der Olympischen Sommerspiele sowie die Wintersportdisziplinen Skilanglauf und Skisprung (Biathlon und Nordische Kombination waren in Forschungsgemeinschaften eingebunden) durch die wissenschaftliche Arbeit des FKS unterstützt. Zwecks Gewährleistung eines Austausches von Wissenschaft und Sportpraxis wurde mit den Sportfachverbänden sowie direkt mit Trainern und Athleten zusammengearbeitet. Schusters Ansicht nach sei eine „komplex angelegte interdisziplinäre Forschung“ charakteristisch für die Arbeit am FKS.
Die Forschungsbereiche wurden in Ausdauer-, Schnellkraft-, Zweikampf- und technisch-akrobatische Sportarten gegliedert. Darüber hinaus gab es den Forschungsbereich Gesellschaftswissenschaften, Sportmedizin/Biowissenschaften, Automatische Informationsverarbeitung, Technik und Entwicklung (ATE) sowie ein Zentrum für Wissenschaftsinformation und Dokumentation.
Die Arbeit am FKS, die Geheimhaltung unterlag, wurde über interdisziplinäre Forschungsgruppen gestaltet. Beispielsweise wurden bis 1974 in allen Sportarten sportartspezifische Ergometer in Betrieb genommen. Dazu gehörten u. a. 1971 der Strömungskanal im Schwimmen und 1974 das kippbare Laufband für den Skilanglauf. In der Leistungssportforschung am FKS waren, verteilt in Projekten der Sportarten, etwa 20 Ärzte tätig.
Ab Mitte der 1970er Jahre wirkte die Sportmedizin relativ eigenständig in der Leistungsdiagnostik, Belastungssteuerung, Sportartenbetreuung und Rehabilitation. Die Zahl der am FKS beschäftigten Sportmediziner (Fachärzte für Sportmedizin und Weiterbildungsassistenten) nahm bis 1990 auf etwa 40 zu. In der Abteilung Endokrinologie (Dopingforschung), geleitet von einem Biologen, wirkte nur ein Arzt. In der DDR wurde die Ausgliederung der leistungssportlichen Forschung aus den sportwissenschaftlichen Instituten kritisiert, da so Forschungsgelder fehlten und Kompetenzen nicht unter optimalen Bedingungen weiterentwickelt werden konnten. Als Folge wurde z. B. an der Universität Jena die Biomechanik der Wintersportarten ausgebaut.

## Doping-System
Im Institut wurden Doping-Substanzen und -Methoden für das staatliche Zwangsdoping im DDR-Leistungssport entwickelt. Bei der Entwicklung neuer Dopingpräparate arbeitete das FKS mit der Forschungsabteilung von Jenapharm und dem ZIMET zusammen. 1988 wurden vom Forschungsinstitut beim VEB Jenapharm 60.000 Mestanolon-Doping-Tabletten (Bezeichnung STS 646) bestellt. Die Menge reichte für 20.000 bis 30.000 „Behandlungstage“ bei Gewichthebern, Ringern, Schwimmern und bei den Leichtathleten in den Wurf- und Stoßdisziplinen. Das FKS betrieb alleine im Olympiazyklus 1984 bis 1988 21 Dopingforschungsprojekte. Der langjährige FKS-Direktor Hans Schuster schätzte ein, „daß ohne die Verabreichung von Anabolika die internationale Spitzenstellung nicht zu halten [gewesen] wäre“. Die Idee zum Einsatz von Androstendion im DDR-Leistungssport entstand am FKS. An einem Kolloquium dort nahmen im Juni 1981 unter anderem Kurt Schubert (ZIMET) Michael Oettel (Jenapharm) und Jürgen Hendel (GERMED) teil. Winfried Schäker arbeitete in Serien von Menschenversuchen an der Verbesserung der Darreichungsform und Akzeptanz von Dopingsubstanzen bei Sportlern. Der Leichtathlet Volker Heinrich wurde in das Zwangsdopingsystem eingebunden und an ihm wurde im FKS Leipzig kriminelle Forschung betrieben. Das Dopingopfer Heinrich starb 2015 achtundfünfzigjährig. Noch im Dezember 1989 wurde laut Spiegel die Promotion B (Titel: „Wirkungsvergleich verschiedener anaboler Steroide im Tiermodell und auf ausgewähltem Funktionssystem von Leistungssportlern und Nachweis der Praxisrelevanz der theoretischen und experimentellen Folgerungen“) des am FKS beschäftigten Günter Rademacher angenommen, in der erläutert wird, dass in Ausdauersportarten ein gleichzeitiger Einsatz der Mittel Oral-Turinabol und STS 646 „seinen erfolgreichen praktischen Nachweis in der Vorbereitung auf die Olympischen Spiele 1988 erbracht“ habe. Die Arbeit wurde laut Spiegel unter Verschluss gehalten.
Ines Geipel, ehemalige DDR-Leistungssportlerin, Dopingopfer und spätere Dopingbekämpferin, bezeichnete das FKS 2017 als „illegales Forschungsinstitut“ und stützte sich auf Berichte von Betroffenen, welche angaben, „vor allem in den achtziger Jahren für zahllose Menschenversuche“ hätten herhalten müssen. Geipels Ausführungen zufolge seien am FKS in der ersten Hälfte der 1980er Jahre Pläne für Sportler zur Verabreichung von Testosteron und Epitestosteron erstellt worden, die derartig dosiert werden sollten, um Steroid-Kontrollen zu umgehen.

## Auflösung 1990
Im Einigungsvertrag (Artikel 39) war die Fortführung des FKS in einer geeigneten Rechtsform oder die Angliederung an eine bestehende Einrichtung festgelegt. Nach einer Übergangsregelung („Warteschleife“) wurden 124 Mitarbeiter, darunter vier Ärzte, vom am 16. April 1992 in Leipzig gegründeten Institut für Angewandte Trainingswissenschaft (IAT) übernommen. Dietrich Martin (Kassel) wurde 1992 erster Direktor des Nachfolgeinstitutes IAT.